# Prison Architect
Prison Architect je videohra pro simulaci výstavby a řízení věznice vyvinutá společností Introversion Software. Dne 25. září 2012 byla k dispozici jako skupinově (crowdfundově) financovaná alfa verze s aktualizacemi naplánovanými každé tři až čtyři týdny. Na alfa verzi, s více než 2 miliony prodanými kopiemi, vydělal Prison Architect více než 10,7 milionů amerických dolarů. V roce 2012 se videohra Prison Architect účastnila Festivalu nezávislých her.
Hra byla k dispozici v programu předběžného přístupu na digitální distribuční platformě Steam. Oficiálně byla vydána 6. října 2015. 
Dne 8. ledna 2019 bylo oznámeno, že společnost Paradox Interactive koupila práva na Prison Architect za nezveřejněnou částku.

## Průběh hry
Hra je 2D konstrukční a manažerský simulátor z ptačího pohledu (s částečným 3D režimem), kde hráč převezme kontrolu nad stavbou a provozováním věznice. Hráč je zodpovědný za správu různých aspektů svého vězení, včetně budování cel a zařízení, plánování a propojení veřejných služeb, najímání stráže, pracovníků a dalších zaměstnanců. Tyto činnosti umožňují odemknutí dalších aspektů hry. Je však také důležité si hlídat finance a dávat pozor na své výdaje. Dále je také zapotřebí udržování ve svém vězení klid a pořádek. Role hráče spočívá v architektuře i ředitelství s tématy mikromanagementu, jako je možnost vlastního umístění světel a kanalizací. Hráč je také schopen přidat do věznice workshopy a reformní programy, které snižují míru recidivy vězně. Hráč má nepřímo možnost vězňům stanovit, co dělat stanovením jejich rozvrhu. Hra se inspiruje hrami Theme Hospital, Dungeon Keeper a Dwarf Fortress. Hráč může také povolit, aby na průběh hry byly aplikovány další podmínky (jako je simulovaná teplota, aktivity gangů), aby se zvýšila obtížnost hry a simulace se přiblížila k realitě. Vězení hráče je hodnoceno zprávou ve hře podle různých faktorů, jako je míra recidivy vězňů, kteří opustili vězení, celkové štěstí, atd.  

## První oficiální vydání
První „oficiální" (již dokončené) vydání představilo rozšířený příběhový režim jako tutoriál i únikový režim, který vrhá hráče do věznice jako vězně, jejichž cílem je z věznice uniknout, přičemž musí způsobit co nejvíce problémů. V tomto režimu hry může hráč rekrutovat další vězně a vylepšovat vlastnosti sebe a jeho společníků. Vylepšovat vlastnosti je možné pouze za body, které získá herními akcemi (např. robíjením vězeňského nábytku) 

## Vývoj
Prison Architect byl vyvinut britským videoherním studiem Introversion Software. Tato hra byla ohlášena v říjnu 2011, krátce poté, co Introversion odložil vývoj své herní simulátorové hry Subversion. Hra byla poprvé zpřístupněna 25. září 2012 jako verze alpha. Hra byla poté crowdfundovaná s předobjednávkami, vydělávající přes 270 tisíc amerických dolarů za dva týdny a získala téměř 8 000 prodejů. Vývojář Mark Morris vysvětluje, že nezávislé financování davu jim umožnilo nemít časové omezení ve verzi Alpha stejně jako žádné poplatky spojené s platformami pro crowdfunding. Od prosince 2013 vývojáři získali více než 9 milionů amerických dolarů.
Společnost Introversion Software oznámila, že se vyvíjí mobilní verze hry a PC verze hry byla oficiálně spuštěna 6. října 2015. Ve videu Introversion potvrdili, že Prison Architect přijde v říjnu 2015 na iOS a Android s oficiálním vydáním hry. Vývojáři 21. března 2013 zveřejnili tweet: „Myslím, že Prison Architect do App Storu iPadu nepřijde! Vaše ztráta Apple “, s odkazem na článek Pocket Gamer. Později vývojář odhalil, že původní nápad Apple nezaujal. Z důvodu obav, že se hra neobjeví na titulní stránce App Storu, byl projekt na chvíli odložen. Snahu přivést hru do mobilních zařízení Apple společnost Paradox Interactive jako vydavatel obnovila po boku se společností Tag Games. Verze pro tablety iPad a Android byla spuštěna 25. května 2017. Společnost Introversion oznámila 20. ledna 2016, že Double Eleven uvede hru na platformy Xbox 360, Xbox One a PlayStation 4. Verze pro konzole byla vydána 28. června 2016. Verze hry pro Xbox byla vydána předplatitelům Xbox Live v rámci programu Games With Gold v září 2018.
V září 2018, je nejnovější aktualizace 16, vydána 4. září 2018. Oficiálně zavádí režim pro více hráčů do hry, umožňuje až 8 hráčům spolupracovat při budování a správě vězení. V prosinci 2018 byla tato možnost snížena pouze pro 4 hráče.
Po úplném vydání, hra obdržela pozitivní recenze, skóre 83 ze 100 na místě agregátoru recenzí Metacritic. IGN udělila skóre 8,3 z 10, přičemž uvedla: „Prison Architect je jednou z nejhlubších a nejpokročilejších her pro stavitele, pokud se můžete dostat přes zasvěcení.“ Dne 7. dubna 2016 získal Prison Architect cenu BAFTA 2016 v kategorii přetrvávající hra. Prison Architect byl také nominován na cenu BAFTA 2016 v kategorii britská hra, kterou vyhrál Batman: Arkham Knight.
K 26. září 2015 Prison Architect vydělal více než 19 milionů dolarů a prodalo se více než 1,25 milionu kusů. Do konce srpna 2016, kdy byla vydána finální verze „2.0“ hry Prison Architect, byl počet jednotlivých hráčů dva miliony. 